# Porto de Montevidéu
O Porto Marítimo de Montevidéu (português brasileiro) ou de Montevideu (português europeu) é o principal porto comercial do Uruguai.

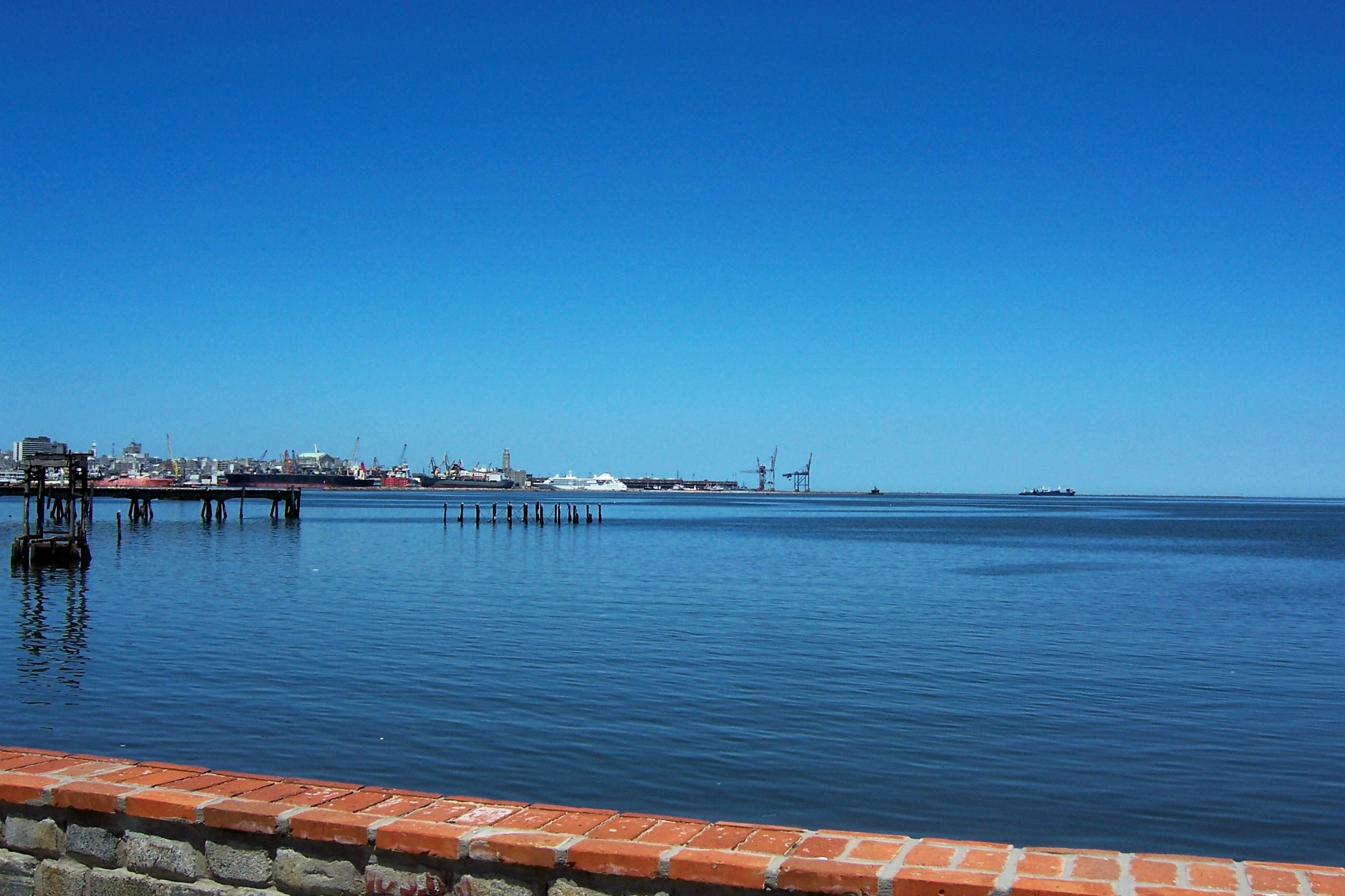
Vista parcial da baía e Porto de Montevidéu.

Localiza-se sobre o Rio da Prata, na baía da cidade de Montevidéu, em uma importante zona de trânsito de cargas do Mercosul.

## Importância histórica
Historicamente foi o motor impulsor do desenvolvimento da economia uruguaia. Isso graças ao fato de ser um porto natural que não necessita uma dragagem periódica e por ser um porto apto para embracações de grande porte, pôde competir com o porto de Buenos Aires. Ademais, o porto de Montevidéu funciona 24 horas durante todo o ano, em virtude da escassa probabilidade de ventos ou tormentas que impliquem na suspensão das operações portuárias.

## Administração
É dirigido pela Administração Nacional de Puertos (A.N.P.) órgão oficial que supervisiona todos os portos comerciais do país. Com o objetivo de mantê-lo atualizado, tem-se melhorado suas instalações e desde 2006 conta com um grande espaço para os containers, onde vão as cargas que chegam e saem do mesmo. A vía férrea que chega até lá permite transportar mercadorias para o resto do país. Além das que chegam por caminhões, também por essa via chegam ao puerto as mercaderías que serão exportadas.

## Porto livre
A norma existente no Uruguai lhe dá o caráter de "porto livre", pelo qual o trânsito de cargas pode ser mobilizado sem restrições aduaneiras.